# KV31
Ngôi mộ KV31 nằm trong Thung lũng của các vị Vua, ở Ai Cập.
Trong cuộc khai quật khảo cổ học vào năm 2010-2012, các dự án khoa học như "Đại học Basel', dự án khám phá thung lũng" đã bắt đầu nghiên cứu một số ngôi mộ, bao gồm cả ngôi mộ KV31 này. Trong ngôi mộ họ tìm thấy xác ướp của hai người phụ nữ và ba con trai, tất cả đều giữa tuổi 18 và 30. Nhưng họ không biết tên của những người đó, với xác ướp, mỗi cái đã được đưa ra và đặt tên dựa trên căn phòng nơi mà họ đã tìm thấy chúng trong (phòng C hay phòng D). Các xác ướp được tìm thấy tại KV31 bao gồm:
- Xác ướp C1 là một phụ nữ, khoảng từ 18-25 tuổi, tóc đen. Cao 159 cm (5'2")
- Xác ướp C2 là một người nam, da đỏ, tóc dài, khoảng từ 20 đến 25 tuổi. Cao 165 cm (5'4")
- Xác ướp C3 là nam. Ông đã được tìm thấy với hình dạng cánh tay đặt vượt qua ngực của ông theo cách của một vị Vua, từ 18-25 tuổi. Cao 175 cm (5'8")
- Xác ướp C4 là nam. Tóc của ông ngắn, có thể là một hoàng tử. Cao 160 cm (5'2"). Không có tuổi được xác định rõ ràng, nhưng ở cuối cùng của hàm răng đã mọc một chiếc răng (răng khôn).
- Xác ướp D4 là một phụ nữ, chỉ có hộp sọ, một chân và một phần của khung xương chậu của cô ấy vẫn còn. Họ ước tính độ cao của cô là 5'1", và tuổi từ 18-25. Tóc trên đầu cô ấy ngắn, có màu đỏ.